# Quận Clay, Mississippi
Quận Clay là một quận thuộc tiểu bang Mississippi, Hoa Kỳ.
Quận này được đặt tên theo Henry Clay. Theo điều tra dân số của Cục điều tra dân số Hoa Kỳ năm 2010, quận có dân số 20.634 người. Quận lỵ đóng ở West Point6.

## Địa lý
Theo Cục điều tra dân số Hoa Kỳ, quận có diện tích 416,02 dặm vuông Anh (1.077,5 km2), trong đó có 7,46 dặm vuông Anh (19,3 km2) là diện tích mặt nước.

### Các xa lộ chính
- U.S. Highway 45
- Mississippi Highway 25
- Mississippi Highway 46
- Mississippi Highway 47
- Mississippi Highway 50